# Rover 800
El Rover 800 fue el buque insignia de la firma británica MG Rover puesto en el mercado desde 1986 hasta 1999. Está diseñado por Roy Axe y basado en el Honda Legend.

## Desarrollo
El Rover 800 fue diseñado por necesidad de British Leyland para un reemplazo del Rover SD1, mientras que Honda estaba dispuesto a ampliar su presencia en el lucrativo mercado de América del Norte, algo que no podía hacer completamente a menos que tuviera una berlina de lujo de tamaño (en ese momento el Honda Accord fue su modelo más grande) para competir con las grandes importaciones japonesas similares a las de Toyota y Nissan. Desarrolló el coche junto con Rover , iniciándose en 1981 bajo el nombre clave de "XX", la versión correspondiente de Honda era conocido como el Honda Legend, con el nombre en código de "HX". El trabajo de desarrollo se llevó a cabo en la planta de Canley de Rover y en el centro de desarrollo de Tochigi de Honda. Ambos coches compartieron la misma estructura básica y motorizaciones, pero cada uno tenía su propia carrocería exterior única e interior. Según el acuerdo, Honda suministro  motores de gasolina 2.0i, 1.6i, 2.3, 2.5i y 2.7i V6, con ambas transmisiones automáticas y manuales y el diseño del chasis, mientras que British Leyland (Rover) proporcionaría el motor diesel de 4 cilindros y gran parte de los sistemas eléctricos del Rover 400 y 600.
Honda y British Leyland/Rover acordaron en que se construiría en la planta de Cowley para el mercado británico. Los Modelos Mk1 (primera fase) 825i Sterling fueron construidos junto con el Honda Legend en Japón.

## Producción
Finalmente se puso en marcha el 10 de julio de 1986 el Rover 800 Mk1. En el lanzamiento, las 2 versiones del 800 utilizaban un 2.0L 16 válvulas de British Leyland stalwart 's O-Series motor, denominados M-Series. Sin embargo, en 1988 se lanzó un 820 Fastback con una versión de carburador de la Serie Serie M que se dividió en dos versiones; el M16e instalado en el 820e/se, con inyección de punto único, y el M16i que se instaló en el 820i/si con inyección multipunto, es decir, 4 inyectores, derivado del utilizado en el MG Maestro y MG Montego. Las versiones superiores de 2.5 litros (825i y Sterling) usaron una unidad V6 diseñada por Honda en 2.5L de capacidad. Inicialmente, solo se ofreció la carrocería del berlina; más tarde se ofreció una versión de liftback -referido como fastback- disponible en 1988 hasta 1991.                          

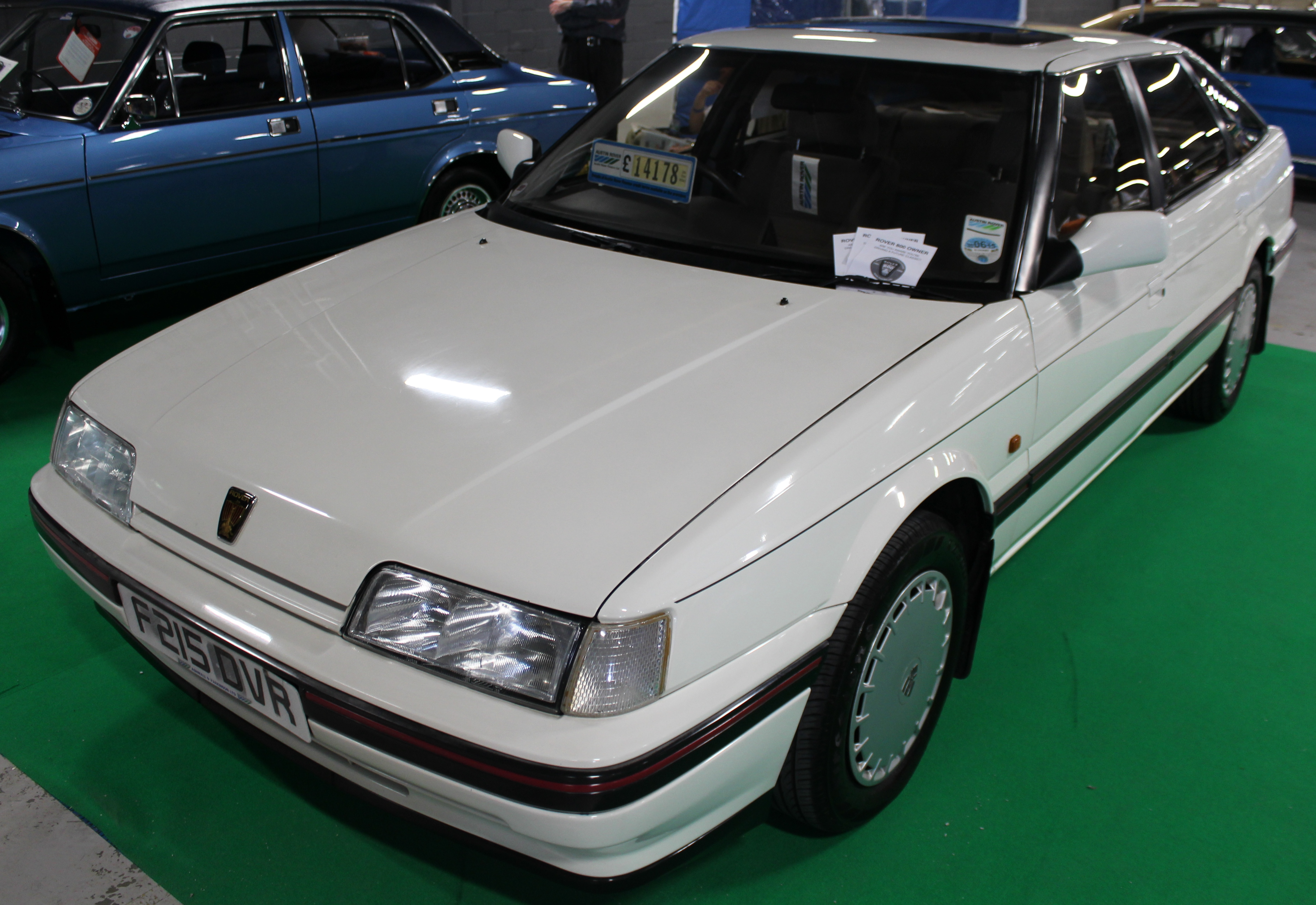
Rover 800 Mk1

En 1992 se puso en marcha la siguiente generación Mk2 (R17) que cesó su producción en 1999. Fue mucho más estilizado que la anterior generación ganando así en longitud. Las motorizaciones diésel 825sd y sdi eran de 118cv y 125cv. En las versiones gasolina (820Si) se introdujo un motor atmosférico 2.0L 16v con 136cv. También hubo una versión turbo con el mismo bloque DOHC serie T de Rover, el  2.0 16v, pero incorporando un turbo Garrett t25 denominado 820ti en la versión berlina de 180cv y 200cv y denominado Vitesse en el coupe. El motor Honda de 2.7L V6 24 válvulas tuvo varias versiones desde los 169cv hasta los 200cv de la versión Sterling.                          
Más tarde, para el restyling del 800 entre 1995-1996, Rover introdujo el Sterling con 200cv del cual se fabricaron solo 6.000 unidades en apenas 2 años. EL incremento de potencia en el Sterling se debe a la variación que experimento el calado de los árboles de levas, se instaló un colector de admisión de longitud variable que utilizaba seis conductos de admisión individuales para cada cilindro (por debajo de 3.500 rpm) y agregaba otros seis conductos más grandes en altas revoluciones. También se realizaron cambios en la centralita del sistema de gestión electrónica, que afectan a la inyección Pgm-f1 (desarrollada conjuntamente Honda y McLaren). Montaba dirección asistida inteligente llamada ZF SERVOTRONIC con llantas de aleación en 16 pulgadas, con su respectivo sistema de frenado más grande, suspensión autonivelante e independiente. Visualmente se modificó el paragolpes delantero ahora más estilizado, techo solar, faros traseros oscurecidos y el anagrama Sterling en opción color gris mate o brillo con diferente letra (en cursiva). en el interior contaba con  un equipo de música Pioneer con 6 Altavoces, casete y cargador de 6 CDs; asientos calefactables eléctricos, el salpicadero y los embellecedores se fabricaron con madera auténtica (de hecho, en la serie Sterling eran famosos estos detalles por estar elaborados a mano por artesanos ingleses. Además contaba con alarma con inmovilizador del motor, control de crucero y maletero con apertura eléctrica. Se fabricó únicamente en 5 colores metalizados (Red Rover, Blue Jow, Green Oxford, Sylver metallic, Imperial Black. La versión Sterling finalizó con el término del contrato entre Honda y Rover, ya no se introdujo ningún motor Honda en el serie 800.     

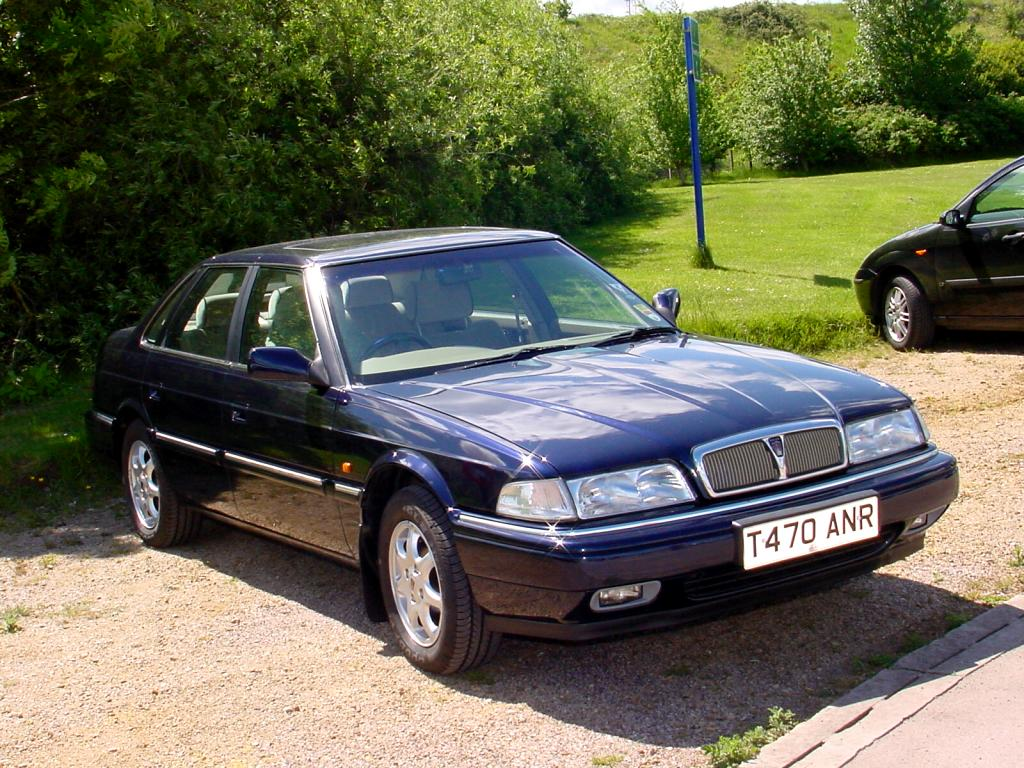
Rover 800 Mk2

En marzo de 1999 se cesó la producción del Rover 800 perdiendo el fabricante inglés hueco en el mercado de las berlinas de lujo.

## Versiones

### Gasolina
- 820e 88 kW (120 hp)
- 820si 1992-1999 Motor K series Rover 100 kW (136 hp) y 103 kW (140 hp)
- 820ti/Vitesse 1992-1999 serie T rover 132 kW (180 hp) y 149 kW (200 hp)
- Sterling/vitesse c27a2 (177 hp) (1986-1990)
- 827Si 124 kW (169 hp)
- 827R17 Sterling c27a1 (1995 -1996) 149 kW (200 hp)

### Diesel
- 825d 87 kW (118 hp)
- 825sdi 92 kW (125 hp)

| Motor     | CC      | Potencia                  | Par motor        | Velocidad máxima |
| --------- | ------- | ------------------------- | ---------------- | ---------------- |
| 2.0 16V   | 1998 cc | 136 CV (100 kW)           | 195 Nm           | 210 km/h         |
| 2.5 TD    | 2446 cc | 129 CV (95 kW)            | 285 Nm           | 201 km/h         |
| 2.0 Turbo | 1998cc  | 180CV (134 kW) 0-100 7,9  | 280 Nm           | 235 km/h         |
| 2.0 Turbo | 1998cc  | 200CV (147 kW) 0-100 7,7  | 300 Nm           | 240 km/h         |
| 827Si     | 2,700cc | 169 CV (125 kW) 0-100 8,9 | 225 Nm 4.500 Rpm | 225 km/h         |
| 827SLI    | 2,700cc | 177cv (132 kW) 0-100 8,6  | 228 Nm 4.500 Rpm | 230 km/h         |
| Sterling  | 2,700cc | 200 Cv (147kw)            | 280 Nm 3.500 Rpm | 240 km/h         |